# Jovan Jovanović - Pižon
Jovan Jovanović — Pižon (srbsko Јован Јовановић — Пижон), srbski politik, diplomat in publicist, * 1869, † 1939.
Pravo je študiral v Beogradu in v Parizu. V letih 1903–1920 je bil v diplomatski službi, med drugim 1912–1914 kot poslanik na Dunaju, 1916–1919 v Londonu in 1920 v Washingtonu. Sodeloval je pri nastajanju Zveze kmetijcev, ki ji je nato predsedoval od 1923 do smrti. Kot njen prvak je bil zastopnik zmerne, monarhistično razpoložene struje, pripravljene na kompromise z vladajočimi strankami, nasproti katerim je bila Zveza kmetijcev v opoziciji. V času šestojanuarske diktature in kasneje je bil med pomembnimi vodji Združene opozicije, zastopajoč zmerno, mlačno opozicijsko držo. 
Ukvarjal se je tudi z znanstveno-publicističnim delom, pretežno iz diplomatske zgodovine dvajsetega stoletja.